# Smeringopus buehleri
Smeringopus buehleri là một loài nhện trong họ Pholcidae. Loài này được phát hiện ở Timor.